# Беллини, Дельфо
Дельфо Беллини (итал. Delfo Bellini; 13 января 1900, Ривароло-Лигуре — 11 сентября 1953, Павия, Ломбардия) — итальянский футболист, игравший на позиции защитника. Игрок национальной сборной Италии. Бронзовый призёр Олимпийских игр 1928 года. После завершения игровой карьеры — тренер.

## Клубная карьера
Во взрослом футболе дебютировал в 1918 году выступлениями за команду «Сампьердаренезе», в которой провёл три сезона, приняв участие в 11 матчах чемпионата Италии.
В течение 1921—1922 годов защищал цвета клуба «Сестрезе», после чего перешёл в «Дженоа». Отыграл за генуэзский клуб следующие три сезона своей игровой карьеры.
После Генуи в течение двух сезонов играл за «Интернационале», после чего вернулся в «Дженоа».
Завершал игровую карьеру в команде «Ла Доминанте», за которую выступал на протяжении 1928—1930 годов.

## Выступления за сборную
В 1924 году дебютировал в официальных матчах в составе национальной сборной Италии .
В составе сборной был участником футбольного турнира на Олимпийских играх 1928 года в Амстердаме, на котором команда завоевала бронзовые награды, Беллини выходил на поле только в игре за третье место.
Всего в течение карьеры в национальной команде, длившейся пять лет, провёл в её форме 8 матчей.

## Карьера тренера
Начал тренерскую карьеру в команде «Риваролезе».
В течение тренерской карьеры также возглавлял команды «Понтедечимо», «Сампьердаренезе» и «Вальпольчевера».
Умер 11 сентября 1953 года на 54-м году жизни в Павии.